# Clarence E. Mulford
Clarence Edward Mulford (3. února 1883 – 10. května 1956) byl americký spisovatel, známý jako tvůrce postavy westernového kovboje jménem Hopalong Cassidy.
Mulford se narodil v obci Streator ve státě Illinois. Postavu Hopalonga Cassidyho vytvořil v roce 1904, když žil ve Fryeburgu ve státě Maine. Mnoho povídek a 28 románů bylo adaptováno do rozhlasových pořadů, zfilmováno a stalo se námětem komiksů, přičemž tyto adaptace se ovšem často výrazně odchylovaly od původních příběhů, zejména co do charakterových vlastnosti hrdinů. Kromě příběhů o Cassidym a dalších mužích z ranče Bar-20 Mulford psal také romány a povídky o jiných postavách Divokého Západu; první z nich je Johnny Nelson z roku 1920. Tvořil také literaturu faktu, většinou o americkém Západě, o přírodě a o motorismu.
Ve své populární sérii westernů Mulford vytvořil celý detailní a autentický svět zaplněný postavami, které čerpal ze svých rešerší v knihovnách. Mulfordův životopisec Francis Nevins charakterizoval jeho texty jako „zakořeněné ve viktoriánské konvenci“. Nevins také uvádí, že Mulford jako první vytvořil řadu westernů, které sdílejí svoje postavy, a že na rozdíl od postav většiny pozdějších autorů westernových seriálů Mulfordovy postavy stárnou.
Mulford zemřel na komplikace po operaci v Portlandu. Značnou část peněz za své knihy věnoval místním charitativním organizacím.